# Glomus botryoides
Glomus botryoides är en svampart som beskrevs av F.M. Rothwell & Victor 1984. Glomus botryoides ingår i släktet Glomus och familjen Glomeraceae.   Inga underarter finns listade i Catalogue of Life.